# Paraprincisaria malagassa
Paraprincisaria malagassa är en kackerlacksart som beskrevs av Philippe Grandcolas 1993. Paraprincisaria malagassa ingår i släktet Paraprincisaria och familjen jättekackerlackor.
Artens utbredningsområde är Madagaskar. Inga underarter finns listade i Catalogue of Life.